# Gülbahar Hatun (madre di Bayezid II)
Emine Gülbahar Mükrime Hatun (turco ottomano : کل بھار نمکرمه خاتون ; lett. "benigna", "rosa di primavera" e "ospitale"; ... – Costantinopoli, 1492) è stata una concubina del sultano ottomano Mehmed II e madre del suo successore Bayezid II.

## Biografia

### Origini
Indicata nelle vakfiye (iscrizioni) come "Hātūn bint ʿAbdullah" (Signora, figlia di Abdullah), tipico modo in cui venivano descritte le ragazze di nascita non musulmana, le vengono attribuite origini slave, albanesi o greche. Il suo nome originale è sconosciuto, così come l'esatta data di nascita.

### Consorte
Entrò nell'harem di Mehmed prima del 1446, quando era ancora Şehzade. Ebbero una figlia, Gevherhan Hatun, e un figlio, Şehzade Bayezid, che succederà al padre come sultano dell'Impero ottomano dopo una lotta contro il fratellastro Şehzade Cem.
A causa del loro secondo nome in comune, Gülbahar è a volte confusa con Sittişah Mukrime Hatun, un'altra consorte di Mehmed che a causa di questa confusione venne precedente creduta la madre di Bayezid. In realtà, Sittişah non ebbe figli.
Nel 1451 Mehmed divenne sultano e Gülbahar lo seguì a Edirne, capitale dell'Impero, dove rimase fino al 1455, quando Bayezid venne nominato governatore di Amasya. Gülbahar andò con lui e rimasero lì fino al 1481, ad eccezione di una visita a Costantinopoli, nuova capitale, nel 1457, per la circoncisione del figlio. Gevherhan rimase con la madre e il fratello fino al 1474, anno del suo matrimonio. 
Sembra che Gülbahar fosse preoccupata per il suo futuro e quello di sua figlia e delle sue nipoti nel caso Bayezid non fosse divenuto Sultano (la Legge del Fraticidio comportava per il nuovo sultano l'uccisione dei suoi fratelli e rivali e dei loro figli maschi). Per questo motivo trasformò le sue proprietà in fondazioni benefiche le cui rendite sarebbero servite a mantenere lei e le sue discendenti nel caso in cui Bayezid fosse morto, anziché salire al trono.

### Valide Hatun
Nel 1481, alla morte di Mehmed II, suo figlio sconfisse il fratellastro Şehzade Cem in una guerra civile per il trono e divenne il nuovo sultano, Bayezid II.
Gülbahar lo raggiunse a Costantinopoli, dove venne insignita del titolo di Valide Hatun (madre del sultano) e si occupò della gestione dell'harem di suo figlio a Palazzo Vecchio. 
Bayezid rispettava molto sua madre, rendendole omaggio quando la visitava e chiedendole consiglio, come testimonia una lettera in cui lei gli consiglia di promuovere il suo tutore Ayas Pasha e Hizirbeyoğlu Mehmed Pasha piuttosto che Hersekli Ahmed Pascià. Inoltre, Bayezid nel 1485 eresse una moschea a Costantinopoli in onore di sua madre, distrutta nel XX secolo. Ciò nonostante, Gülbahar si sentiva trascurata e scriveva spesso al figlio per invitarlo a farle visita più spesso.

### Morte

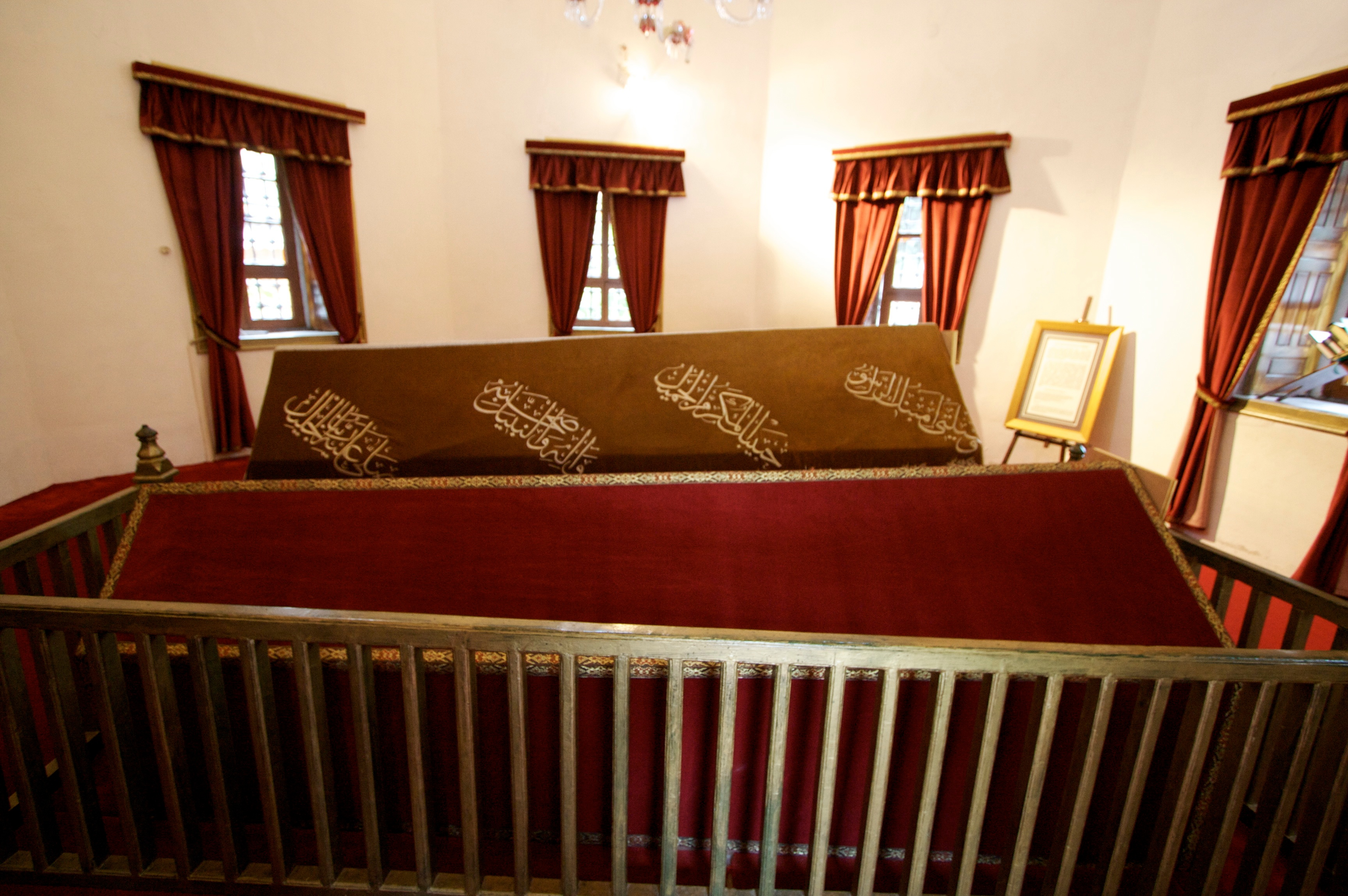
Sarcofago di Gülbahar Hatun all'interno della Moschea di Fatih, Istanbul

Gülbahar Hatun morì a Costantinopoli nel 1492 e venne sepolta nel suo mausoleo nella moschea Fatih.
La tomba venne danneggiata da un terremoto nel 1766 e riparata nei due anni seguenti.

## Discendenza
Da Mehmed II, Gülbahar ebbe almeno una figlia e un figlio:
- Gevherhan Hatun (Edirne, c. 1446 - Costantinopoli, c. 1514).
- Bayezid II (Didymoteicho, 3 dicembre 1447 - Edirne, 10 giugno 1512). Successe a suo padre come Sultano.

## Cultura di massa
- Nel film del 2012 Fetih 1453, Gülbahar Hatun è interpretata dall'attrice turca Şahika Koldemir.
- Nella serie tv turca del 2013 Fatih, è interpretata dall'attrice turca Seda Akman.
- Nella serie tv turca del 2024, Mehmed Fetihler Sultanı, Gülbahar è interpretata dall'attrice Esila Umut